# James Joseph Byrne
James Joseph Byrne (Saint Paul, 28 luglio 1908 – Dubuque, 2 agosto 1996) è stato un arcivescovo cattolico statunitense, vescovo ausiliare di Saint Paul e Minneapolis, vescovo di Boise City ed arcivescovo di Dubuque.

## Breve vita e educazione
Nacque a Saint Paul da Philip Joseph Byrne e Mary Agnes McMonigal. Primo di nove figli, ebbe cinque sorelle e tre fratelli; uno dei suoi fratelli, Thomas R. Byrne, fu sindaco di Saint Paul dal 1966 al 1970. Un altro dei suoi fratelli, Robert Byrne, è stato professore di latino alla Saint Thomas Military Academy. Dopo aver studiato presso la scuola parrocchiale compì gli studi superiori alla Cretin Derham Hall High School.
Nel 1924 entrò nel Nazareth Hall Preparatory Seminary. Nel 1927 completò gli studi per diventare sacerdote al Saint Paul Seminary. Nel 1933 ricevette il bachelor in Sacra teologia all'Università Cattolica d'America a Washington.

## Sacerdozio
Il 3 giugno 1933 fu ordinato sacerdote dall'arcivescovo di Saint Paul e Minneapolis John Gregory Murray nella cattedrale di San Paolo. La sua prima assegnazione come cappellano fu a Mendota nella St. Peter's Church. Continuò i suoi studi all'Università Cattolica di Lovanio, dove ottenne nel 1937 il dottorato in teologia con una tesi intitolata Idea of Development of Doctrine in Anglican Writings of John Henry Newman.
Dopo il suo ritorno in Minnesota fu insegnante di filosofia e teologia (1937-1945) e preside (1941-1945) dell'Università di St. Thomas. Fu anche professore part-time di teologia alla St. Catherine University (1940-1947) e al St. Paul Seminary (1945-1947). Fu inoltre cappellano di molte cappelle locali.

## Episcopato

### Arcidiocesi di Saint Paul e Minneapolis
Il 10 maggio 1947 papa Pio XII lo nominò vescovo ausiliare di Saint Paul e Minneapolis e vescovo titolare di Etenna. Ricevette la consacrazione episcopale il 2 luglio 1947 dal cardinale Amleto Giovanni Cicognani, co-consacranti i vescovi Thomas Anthony Welch e Francis Joseph Schenk). Scelse come motto latino Ad Jesum Per Mariam (a Gesù per Maria).

### Diocesi di Boise City
Dopo la morte del vescovo Edward Kelly, il 16 giugno 1956 fu nominato quarto vescovo di Boise City. L'installazione nella Cattedrale di San Giovanni Evangelista è avvenuta il 29 agosto dello stesso anno. Egli rimase vescovo di Boise per circa sei anni.

### Arcidiocesi di Dubuque
Il 7 marzo 1962 papa Giovanni XXIII lo nominò settimo arcivescovo di Dubuque.
Tra il 1962 e il 1965 partecipò a tutte le sessioni del Concilio Vaticano II. Egli voleva una cooperazione tra i cattolici e i protestanti di Dubuque e molto spesso accettava di parlare nelle classi dei seminaristi di entrambe le confessioni.
Nel 1966 l'arcidiocesi fu la prima diocesi americana a istituire il Consiglio presbiterale. Nel 1971 fu aperta Villa Raphael per i presbiteri ritirati dal sacerdozio. Il 4 ottobre 1979 papa Giovanni Paolo II visitò lo stato dell'Iowa. Il 23 agosto 1983 lo stesso pontefice accettò le sue dimissioni.
Morì a Dubuque il 2 agosto 1996 all'età di 88 anni.

## Genealogia episcopale e successione apostolica
La genealogia episcopale è:
- Cardinale Scipione Rebiba
- Cardinale Giulio Antonio Santori
- Cardinale Girolamo Bernerio, O.P.
- Arcivescovo Galeazzo Sanvitale
- Cardinale Ludovico Ludovisi
- Cardinale Luigi Caetani
- Cardinale Ulderico Carpegna
- Cardinale Paluzzo Paluzzi Altieri degli Albertoni
- Papa Benedetto XIII
- Papa Benedetto XIV
- Papa Clemente XIII
- Cardinale Marcantonio Colonna
- Cardinale Giacinto Sigismondo Gerdil, B.
- Cardinale Giulio Maria della Somaglia
- Cardinale Carlo Odescalchi, S.I.
- Cardinale Costantino Patrizi Naro
- Cardinale Lucido Maria Parocchi
- Papa Pio X
- Cardinale Gaetano De Lai
- Cardinale Raffaele Carlo Rossi, O.C.D.
- Cardinale Amleto Giovanni Cicognani
- Arcivescovo James Joseph Byrne

La successione apostolica è:
- Vescovo Francis John Dunn (1969)
- Vescovo Lawrence Donald Soens (1983)